# Mehregan (festival)
Mehregan (en idioma persa : مهرگان o Jasn-e Mehr جشن مهر Mitra Festival ) es un festival del zoroastrismo persa, de que se celebra en honor a la yazata Mitra ( persa : Mehr), divinidad que es responsable de la amistad, el afecto y el amor. También es  conocido como el Festival Persa de otoño.

## Introducción
Según The Wiley-Blackwell Companion to Zoroastrianism (2015), originalmente era una fiesta en honor al dios persa Mithra. [1] En el siglo IV a. C.. E, se observó como una de las fiestas del día de su nombre, una forma que se conserva en la actualidad. En un Irán predominantemente musulmán, es uno de los dos festivales preislámicos que siguen siendo celebrados por el público en general: Mehregan, dedicado a Mitra (el moderno Mehr), y Tirgan , dedicado a Tishtrya (Tir moderno).
Las fiestas con nombre de día son festivales celebrados el día del año en que se cruzan el nombre del día y el nombre del mes dedicado a un ángel o virtud en particular. El día Mehr en el mes Mehr que correspondía al día en que los agricultores cosechaban sus cosechas. Por lo tanto, también celebraban el hecho de que Dios les había dado comida para sobrevivir los próximos meses fríos.
Independientemente de qué calendario se observe, Mehregan cae en el día 196 del año. Para obtener detalles sobre cómo se calcula esta fecha, consulte a continuación de la base de la fecha. Para los calendarios que tienen el 21 de marzo como Nouruz o Año Nuevo (es decir, en las variantes Fasili y Bastani del calendario zoroastriano y en el calendario civil iraní), Mehregan cae el 2 de octubre. Para la variante Shahanshahi del calendario zoroastriano, que en 2006-2007 tiene el día de Año Nuevo el 20 de agosto, Mehregan cayó el 3 de marzo del siguiente año gregoriano. Para la variante Kadmi, que tiene el día de Año Nuevo 30 días antes, Mehregan cae el 1 de febrero. En marzo de 2015 comenzó el año 1394 del calendario persa. Es el calendario oficial en Irán y Afganistán.

«En Irán, la fiesta más grande del año es el Nouruz, día de Año Nuevo...  Siempre comienza el primer día de primavera en el momento exacto del equinoccio. Esto significa que cada año el Nouruz comienza en una hora diferente. Un año puede comenzar el 21 de marzo a las 5:32 A.M., mientras que al siguiente año puede ocurrir el 20 de marzo a las 11:54 P.M. Cada iraní sabe el momento exacto en que el jubileo comienza».
Firoozeh Dumas.

En el Libro de instrucciones de al-Biruni en los Elementos del Arte de la Astrología (233) del siglo XI, el astrónomo observó que «algunas personas han dado preferencia a Mehregan [sobre Nouruz, es decir, día de Año Nuevo / Equinoccio de primavera] tanto como prefieran el otoño a la primavera». La asociación de Mehregan con la polaridad de la primavera / otoño, la siembra / cosecha y el ciclo de nacimiento / renacimiento tampoco escaparon a al-Biruni, porque, como señaló, «consideran a Mehregan como un signo de la resurrección y el fin del mundo, porque en Mehregan lo que crece alcanza la perfección».